# 立木写真館
立木写真館（たつきしゃしんかん）は、徳島県徳島市にあった写真館。『なっちゃんの写真館』としてドラマ化された。立木義浩の実家でもあった。

## 来歴
1883年創業。徳島市で最初の写真館であった。戦前は地域の文化サロン的な側面も持っており、板東俘虜収容所のドイツ人捕虜が音楽の演奏会や楽器の演奏指導を行ったこともある。
1963年法人化。
1980年NHK朝の連続テレビ小説『なっちゃんの写真館』は、立木香都子（利治・義浩ら兄弟の母）の半生をモデルに描かれた。ドラマの中では「西城写真館」や「西城夏子」など、架空の名前が用いられた。なお星野知子や萬田久子、役所広司は、この作品でデビューを果たした。
経営については途中から義浩の兄・利治があたっていたが、還暦を前に死亡したためその妻・恵美子が引き継いだ。1990年本社移転し、新築。2000年ウェブサイト開設。
2020年3月16日、徳島地方裁判所に自己破産を申請し、破産手続き開始の決定を受けた。負債総額は約4億7000万円。少子高齢化やデジタルカメラの普及などの影響で市場が縮小し、業績が悪化していたほか、県外の大手スタジオの進出、スマートフォンのカメラの高性能化で需要が減少したこと、バブル経済末期に建てた地上7階建ての社屋への投資も重荷となったとしている。
2021年9月15日に法人格が消滅した。

## 婚礼写真の前撮り
婚礼写真を前もって撮影するという方法を日本で初めて行ったのは、利治・恵美子夫妻であるという。

## 出版
- 立木香都子『わたしの写真館』日本放送出版協会、1980年
- 三好昭一郎『立木写真館百年史』立木写真館、1984年
- 立木さとみ『いろどり おばあちゃんたちの葉っぱビジネス』立木写真館、2006年）
  - 徳島県上勝町の町おこしである「いろどり」を記録した写真集
  - 2012年、「人生、いろどり」として映画化。